# Uran
Uran là một thành phố và là nơi đặt hội đồng đô thị (municipal council) của quận Raigarh thuộc bang Maharashtra, Ấn Độ.

## Địa lý
Uran có vị trí 18°53′B 72°56′Đ / 18,88°B 72,94°Đ Nó có độ cao trung bình là 21 mét (68 feet).

## Nhân khẩu
Theo điều tra dân số năm 2001 của Ấn Độ, Uran có dân số 23.254 người. Phái nam chiếm 53% tổng số dân và phái nữ chiếm 47%. Uran có tỷ lệ 79% biết đọc biết viết, cao hơn tỷ lệ trung bình toàn quốc là 59,5%: tỷ lệ cho phái nam là 83%, và tỷ lệ cho phái nữ là 75%. Tại Uran, 11% dân số nhỏ hơn 6 tuổi.